# سوپرگرل (مجموعه تلویزیونی ۲۰۱۵)
سوپرگرل (انگلیسی: Supergirl) یک مجموعه تلویزیونی آمریکایی در ژانر ابرقهرمانی است که توسط گرگ برلانتی، الی آدلر و اندرو کریزبرگ در سی‌دابلیو تولید شد. داستان این مجموعه بر اساس شخصیت ابرقهرمان سوپرگرل از دی‌سی کمیک تهیه شده‌است. پخش این مجموعه از ۲۶ اکتبر ۲۰۱۵ شروع شد.
این سریال از مجموعه سریال‌های ارو ورس محسوب می‌شود. همچنین تایید شد فصل ششم به تعداد ۲۰ قسمت آخرین فصل از این سریال محسوب می‌شود. پخش فصل ششم در نهم نوامبر ۲۰۲۱ به پایان رسید.

## داستان
در فیلم سوپرگرل داستان کارا دخترعموی سوپرمن است که در سیاره کریپتون به دنیا آمده و پس از نابودی کریپتون، در سن 12 سالگی به سیاره زمین می آید و به خانواده دنورس سپرده می‌شود. به کارا گفته شده که مراقب استفاده از قدرت‌های خارق العاده خود باشد تا مورد توجه دیگران قرار نگیرد، اما او برای نجات جان دیگران مجبور می شود از قدرت هایش استفاده کند. در نهایت پس از معرفی او به مردم دنیا دشمن هایش یکی پس از دیگری پیدا می شوند.

## بازیگران
نیکول کیدمن در نقش لیلیان لوتر
- ملیسا بنویست در نقش کارا دنورس / کارا زور-ال / سوپرگرل
- چیلر لی در نقش الکس دنورس
- مِکاد بروس در نقش جیمی اولسن / گاردین
- جرمی جردن در نقش وینزلو شات
- دیوید هاروود در نقش / جان جونز / مارشن من‌هانتر
- کالیستا فلوکهارت در نقش کت گرنت
- کریس وود در نقش مان اِل
- کتی مک‌گراث در نقش لینا لوتر
- اودت آنابل در نقش سامانتا آریاس / رین
- نیکول مینز در نقش سامانتا نیا نال-دریمر
- تایلر هوچلین در نقش سوپرمن
- اریکا دورنس در نقش الورا / مادر کریپتونی کارا

جسی راث/در نقش برینی/برینیاک